# Marinera (tapa)

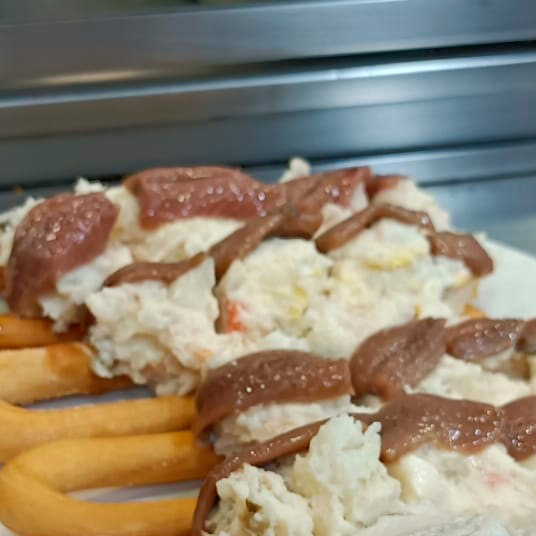
Un grupo de marineras, en un bar.

La marinera es una tapa originaria de Cartagena y perteneciente a la Gastronomía de la Región de Murcia. Se compone de tres elementos fundamentales: una base de pan en forma de rosquilla alargada, una porción de ensalada rusa y una anchoa como remate.

## Historia
El lugar de origen de la tapa es la ciudad de Cartagena  luego se extendió por la región llegando a Murcia. Según el escritor cartagenero Juan Manzanares García, el origen de la marinera se sitúa entre finales de los años 1970 y principios de los 1980 en los bares del casco antiguo de Cartagena. La tradición oral relata que un grupo de marineros de reemplazo se reunía habitualmente para tomar un aperitivo antes de continuar con sus tareas. En una ocasión, al llegar tarde uno de ellos y encontrar que sus compañeros ya habían consumido su ración de ensalada rusa, habría solicitado al camarero: «Ponme la ensaladilla para llevar». Ante esta petición inusual, el camarero sirvió la ensaladilla sobre una rosquilla de pan y añadió una anchoa encima, entregándosela con la frase: «Toma, marinero, tu marinera».